# 公园山公寓

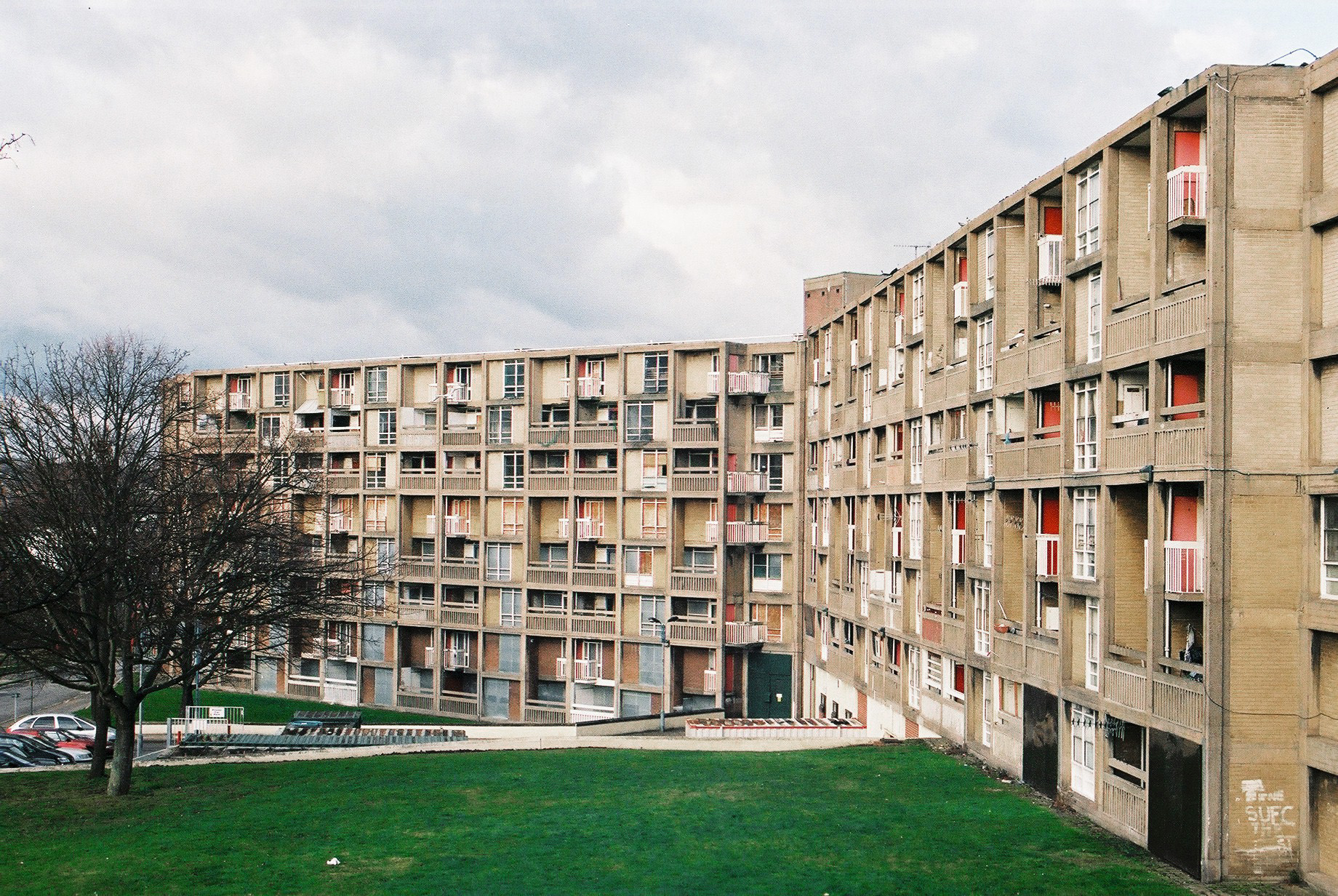

公园山公寓是位于英国英格兰约克郡谢菲尔德的一处公寓建筑群，建于1957至1961年间，誉为“欧洲巨型历史建筑”。1998年，该公寓列为II*级登录建筑。21世纪初，该公寓由英国开发商Urban Splash购买并得到了复修。这一修缮工程曾列入2013年RIBA斯特林奖提名名单。

## 历史
經過第二次世界大戰的破壞，謝菲爾德房屋短缺造成許多貧民窟出現，這些貧民窟尤其興建在靠近城市中心的公園山。隨後，政府以市政廳建築師的艾佛•史密斯和傑克•林爲首，開展了貧民窟清理計劃，同時建立城中城的住宅計劃。考慮到人口條件和需求的特殊性，這兩位建築師試圖用現代長排樓房創造一個高密度的低收入住宅區，試圖創建一個城市中相對獨立的「集體小社會」。建築規模巨大、多層設計的約1000套公寓能夠容納3000人，加上公寓類型多元化，能夠滿足不同人口家庭的需求；房間的坐向和建築單體角度都經過計算，以保證採光和通風；綜合體內配套設施一應俱全，包括公共空間、幼兒園、商店和四個酒吧等，甚至還有一家殯儀館。
同時，三米寬的“空中街道”設計作支撐社區的空間立體化發展。這種帶有公共走廊的住宅板樓迅速地成為了英國社會保障房屋的標準模型，用以為居民提供立體的公共交流空間。這種巨型社區的大膽嘗試給了居民極大鼓勵，初建的公園山極有濃厚的社區精神。居民們在“空中街道”交談、為流浪者捐款、共同治理公共空間。